# Грант Парк (Илиноис)
Грант Парк (енгл. Grant Park) град је у америчкој савезној држави Илиноис.

## Демографија
По попису из 2010. године број становника је 1.331, што је 27 (-2,0%) становника мање него 2000. године.
| Група             | 2000.         | 2010.         |
| Белци             | 1.307 (96,2%) | 1.233 (92,6%) |
| Афроамериканци    | 1 (0,1%)      | 1 (0,1%)      |
| Азијати           | 3 (0,2%)      | 1 (0,1%)      |
| Хиспаноамериканци | 37 (2,7%)     | 83 (6,2%)     |
| Укупно            | 1.358         | 1.331         |